# 파도소리의 메모리
〈파도소리의 메모리〉(潮騒のメモリー 시오사이노 메모리[*])는 코이즈미 쿄코가 아마노 하루코(코이즈미 쿄코) 명의로 2013년 7월 31일에 발매한 싱글이다.

## 수록곡
1. 潮騒のメモリー / 파도소리의 메모리
  - 작사: 쿠도 칸쿠로 / 작곡: 오오토모 요시히데, Sachiko M / 편곡: 오오토모 요시히데 / 스트링스 어레인지: 에토 나오코
2. 潮騒のメモリー（オリジナル・カラオケ） / 파도소리의 메모리 (오리지널 가라오케)

## 같이 보기
- 아마짱
- 연속 TV 소설 〈아마짱〉 오리지널 사운드트랙
- 달력상으로는 디셈버